# Daiki Hashimoto
Pour les articles homonymes, voir Hashimoto.
Daiki Hashimoto (橋本 大輝, Hashimoto Daiki), né le 7 août 2001 à Narita, est un gymnaste japonais.

## Carrière
Lors des Championnats du monde de gymnastique artistique 2019 organisés à Stuttgart, il remporte la médaille de bronze dans l'épreuve par équipes masculine ; il a moins de réussite aux agrès en individuel, avec une 9e place au cheval d'arçons et une 4e place à la barre fixe.
Daiki Hashimoto est membre de l'équipe olympique japonaise de gymnastique masculine aux Jeux olympiques d'été de 2020 à Tokyo, au Japon. Lors des qualifications, il obtient la meilleure note du concours général (88,531) ainsi que celle de la barre fixe (15,033). Arrivé 8e au cheval d’arçons, il n’est toutefois pas qualifié pour la finale de cet agrès, deux de ses compatriotes s’étant mieux classés que lui (il ne peut y avoir plus de deux représentants d’un même pays dans une finale internationale de gymnastique). Il remporte la médaille d’argent par équipes avec le Japon. Le lendemain, il triomphe à l’issue du concours général individuel, avec une note de 88,465 et des performances particulièrement convaincantes au cheval d’arçons (15,166) et à la barre fixe (14,933). Il remporte par la suite une deuxième médaille d’or, à la barre fixe cette fois-ci.
Il est médaillé d'argent au concours général individuel et à la barre fixe aux Championnats du monde de gymnastique artistique 2021,.
Aux Championnats du monde de gymnastique artistique 2022 à Liverpool, il est médaillé d'or du concours général individuel et médaillé d'argent par équipes, au sol et à la barre fixe.
Il remporte l'or aux concours général individuel, par équipes et à la barre fixe aux Championnats du monde de gymnastique artistique 2023 à Anvers.